# Agrostidodinae
Agrostidodinae je nadpodtribus trava opisan 2017.. Uključena su podplemena Agrostidinae, Brizinae, Calothecinae i Echinopogoninae.
To su trajnice i jednogodišnje bilje. Tip je Agrostis L.

## Rasprostranjenost
Echinopogoninae i Calothecinae prvenstveno su rasprostranjeni na južnoj hemisferi (isključujući Afriku), Brizinae su u Europi i jugozapadnoj Aziji, a Agrostidinae su širom svijeta.